# Lux Delux
Lux Delux, inizialmente Lux, è un videogioco di strategia a turni, edito dalla Sillysoft Games, basato sulle regole internazionali del gioco da tavola di Risiko, ma giocabile su una grande varietà di mappe di ogni tipo.
Nel 2006 sono state distribuite due espansioni indipendenti, Ancient Empires Lux e American History Lux.
Ancient Empires Lux è ambientato nei primi imperi della storia. Sono presenti 58 diverse nazioni con relative informazioni storiche, vari livelli di difficoltà e statistiche sugli stessi. American History Lux riguarda invece tutta la storia degli Stati Uniti.
In base alle scelte e ai territori occupati, le varie civiltà ricevono bonus in carte, che evocano armate bonus, o direttamente in armate da gestire e distribuire a piacimento.